# Mehanika fluida
Mehanika fluida ili hidroaero mehanika je deo mehanike koji izučava zakone ravnoteže i kretanja fluida (tečnosti, gasova i plazme) kao i sile koje deluju na njih.:3. U mehanici fluida zanemaruju se strukturna svojstva tečnosti i gasova i smatraju se kao sredine neprekidno raspoređene u prostoru. Mehanika fluida ima primene u širokom spektru disciplina, uključujući mašinsko, građevinsko, hemijsko i biomedicinsko inženjerstvo, geofiziku, okeanografiju, meteorologiju, astrofiziku i biologiju.
Mehanika fluida se može podeliti na statiku fluida, studiju fluida u mirovanju, i dinamiku fluida, studiju efekata sila na kretanje fluida.:3 To je grana mehanike kontinuuma, predmeta koji se bavi modelovanjem materiju bez upotrebe informacija na atomskom nivou; to jest, modeluje se materija sa makroskopskog gledišta, a ne sa mikroskopskog. Mehanika fluida, posebno dinamika fluida, aktivno je polje istraživanja, tipično matematički složeno. Mnogi problemi su delimično ili u potpunosti nerešeni i najbolje ih je rešiti numeričkim metodama, obično koristeći računare. Moderna disciplina, koja se naziva računska dinamika fluida (CFD), posvećena je ovom pristupu. Brzinometrija slika čestica, eksperimentalna metoda za vizuelizaciju i analizu protoka tečnosti, takođe koristi prednosti visoko vizuelne prirode protoka tečnosti.

## Kratka istorija
Prva znanja iz mehanike fluida stečena su još u praistoriji. Već tada su ljudi imali neka znanja iz hidraulike. Praveći strele, čamce, pa čak i kuće ljudi su znali kojim oblicima se najlakše može pobediti otpor vazduha i vode.
Izučavanje mehanike fluida počelo je u antičkoj Grčkoj. Osnove je postavio Arhimed u svom delu O Plovećim telima, gde je postavljen i njegov zakon: „Sila potiska brojno je jednaka težini telom istisnutog fluida.”
Tek je u XVII veku Blez Paskal postavio zakone o prenošenju pritiska u fluidima rekavši da je „pritisak u mirnoj tečnosti konstantan”. Dakle po njegovom mišljenju pritisak u proizvoljnom delu mirne tečnosti je jednak u svim pravcima i prenosi se jednako po celoj zapremini fluida.
Mehanikom fluida su se bavili još i Robert Bojl, Edm Mariot, Lagranž, Ojler, Bernuli, Venturi, Ozborn Rejnolds i mnogi drugi fizičari.

## Pojam fluida
Fluid (lat. fluidum: tečnost) je tečnost ili gas, tečna ili gasovita hemijska materija u kojoj molekuli lako menjaju svoj relativan položaj (voda, vazduh i drugo). Privlačne sile među česticama u fluidu slabije su od sila među česticama čvrste materije, ali su još uvek dovoljno velike da izazovu viskoznost. Između fluida velike viskoznosti i amorfne čvrste materije granica nije strogo određena. Idealni fluid je fluid kojem su viskoznost, površinska napetost, kapilarnost i ostale posledice međumolekularnih sila zanemarive. Proučavanjem svojstava fluida bavi se mehanika fluida, koja se deli na hidrostatiku, hidrodinamiku i aerodinamiku.

### Hukov zakon za fluide
Osnovne razlike fluida i čvrstih tela su: fluidi mogu da teku i menjaju oblik zapremine pod dejstvom vrlo malih sila. Fluidi se ponašaju kao elastične sredine samo pri njihovom svestranom sabijanju. Hukov zakon za fluide ima oblik:
{\displaystyle \sigma =-E\delta }
Gde je E modul sabijanja, a njegova recipročna vrednost je koeficijent stišljivosti.

### Stišljivi i nestišljivi fluidi
Ako na površinu tečnosti tangencijalno dejstvuje vrlo mala sila, izazvaće pomeranje elemenata te tečnosti jedan u odnosu na drugi. Dakle, fluidi nemaju elastični otpor na tangencijalni napon, tj. modul smicanja im je jednak nuli G=0. Usled toga tečnost je pokretljiva- teče, tj. ne održava stalan oblik nego samo zapreminu. Gasovi nemaju ni stalan oblik ni stalnu zapreminu te se time razlikuju od tečnosti.
Tečnosti su praktično nestišljive pa im je gustina konstantna, tj. ne zavisi od pritiska. Gasovi su stišljivi pa im gustina zavisi od pritiska. Zbog ovih svojstava razlikujemo stišljivi i nestišljivi fluid.
U cilju jednostavnijih razmatranja mehanike fluida uvodi se pojam idealnog fluida. To je fluid kod koga je moguće zanemariti unutrašnje trenje.

## Hidrostatika
Hidrostatika je grana hidromehanike (mehanika fluida) koja se bavi pojavama i silama u tečnostima koje miruju. Tri su osnovna zakona hidrostatike: 
- U tečnosti koja ispunjava zatvorenu posudu vanjski se pritisak širi jednoliko na sve strane (Paskalov zakon ili hidrostatički pritisak). Hidrostatički pritisak u tečnosti nastaje zbog njene težine. Eksperimentima se može dokazati da se pritisak u tečnosti:
  - povećava sa dubinom;
  - jednak je na svim mestima na istoj dubini (u istoj tečnosti);
  - deluje jednako u svim smerovima.

Praktičnu primenu ima taj zakon kod hidrauličke prese.
- Svako telo uronjeno u tečnosti gubi od svoje težine onoliko koliko je teška njime istisnuta tečnost (Arhimedov zakon). Dakle, na telo uronjeno u tečnosti deluje uzgon, koji je jednak i suprotno usmeren težini istisnute tečnosti. Drugim rečima može se reći: „Telo uronjeno u tečnost lakše je za težinu istisnute tečnosti”.

- Kada telo pluta na površini tečnosti, težina mu je jednaka težini tečnosti što je istisnuta onim delom tela koji se nalazi ispod nivoa tečnosti.[5]

## Hidrodinamika
Hidrodinamika je grana mehanike fluida koja se bavi zakonima kretanja tečnosti i pojavama uzrokovanim uzajamnim delovanjem struje tečnosti i tela koje se graniči s tečnošću u kretanju.
Golemo značenje vode u razvoju civilizacije prisililo je čoveka da već od davnina rešava praktične probleme vodovodnih sistema, uređaja za natapanje i odvodnju, za kretanje brodova i slično, a s druge strane naučna je znatiželja navodila pojedince da traže teorijska tumačenja složenih pojava u vezi sa strujanjem tečnosti. Prvi značajniji zakoni hidrodinamike potiču iz 17 veka, kada su Evanđelista Toričeli i Isak Njutn postavili zakon o isticanju tečnosti (Toričelijev zakon). Osnove klasične teorijske hidrodinamike postavljene su u 18. veku zakonima o kretanju idealne tečnosti Danijela Bernulija (1738), Leonarda Ojlera (1775) i Žozefa Luja Lagranža (1787). Iz istoga razdoblja potiče i Bordinov zakon o udaru tečnosti (vodni udar ili hidraulički udar). Teorija kretanja idealne tečnosti nije imala većeg značenja za rešavanje praktičnih problema, ali je poslužila kao osnova mnogim zakonima o ponašanju realne tečnosti. Tako je u 19. veku nastala Navijer-Stoksova jednačina o kretanju viskozne tečnosti (viskoznost), te Darsi-Vejsbahov i Hagen-Puazeljeov zakon gubitka energije pri strujanju vode kroz cevi; Ozborn Rejnolds prvi je sistematski istražio laminarno i turbulentno strujanje viskozne tečnosti (1883 – 1889) i dao jednačine turbulentnog strujanja; V. Dž. M. Rankin i Vilijam Froud, baveći se hidrodinamičkim problemima kretanja broda, otkrili su zakone koji su omogućili naučni pristup rešavanju oblika brodskog trupa; H. Helmholc postavio je osnove zakona vrtložnoga strujanja tečnosti oko uronjenog tela (1858), na osnovi čega je Nikolaj Žukovski (1906) razvio teoriju koja je omogućila tačan (egzaktan) proračun profila brodskih i vazduhoplovnih propelera, vazduhoplovnih krila i podvodnih tela. L. Prandtl postavio je teoriju graničnog sloja (1904), koja omogućava jasniji uvid u otpor trenja tela uronjenog u struju tečnosti. 
Zahvaljujući mnogobrojnim analitičkim i eksperimentalnim istraživanjima u prvoj polovini 20. veka danas je postignut golem napredak u primeni zakona hidrodinamike pri rešavanju složenih praktičnih problema vodovodnih uređaja i hidrauličnih energetskih sistema te problema otpora, propulzije i ponašanja brodova. Brzi razvoj u 20. veku hidrodinamika velikim delom duguje i istraživanjima na području aerodinamike, jer pri brzinama manjima od brzine zvuka vrede isti zakoni za kretanje tečnosti i gasova. Zahvaljujući razvoju računara i eksperimentalnih tehnika, danas je moguće svaku zamišljenu konstrukciju (na primer broda) prvo proveriti na simuliranom računarskom modelu, a potom, u slučaju dobrog rezultata, na modelu u bazenu, što bitno umanjuje troškove ispitivanja i omogućava svakom konstruktoru proveru i razvoj specifičnih hidrodinamičkih jednačina. Velik deo toga, kao i u aerodinamici, zaštićen je kao poslovna tajna pojedinih kompanija.

## Hidraulika
Hidraulika je dio mehanike fluida koji se bavi proučavanjem stanja ravnoteže i strujanja realne tečnosti, ponajprije vode, kroz cevi, kanale i otvore te pojava koje nastaju kada takva tečnosti struji oko nekog tela uronjenog u nju. Taj naziv u početku je označavao nauku o kretanju vode u cevima. Danas takvo shvatanje ima samo istorijsku vrednost. Razvojem proizvodnje i tehnike širila su se i područja proučavanja i primene. Danas je spektar primene hidraulike toliko širok da je teško naći neko područje tehnike u kojem se ne bi na neki način koristili njeni zakoni. Najšira područja primene zakona hidraulike su hidrotehnika, melioracije, hidrologija, opskrba vodom i kanalizacija, hidroenergetika i vodeni transport.

## Literatura
- „KURS OPŠTE FIZIKE- fizička mehanika“, »GRAĐEVINSKA KNJIGA«, dr. Božidar Žižić, (Beograd) 1987. god., .  978-86-395-0091-7
- J. D. Anderson, Jr. (1997).  A History of Aerodynamics (Cambridge University Press).   0-521-45435-2
- J. D. Anderson, Jr. (1998).  Some Reflections on the History of Fluid Dynamics, in The Handbook of Fluid Dynamics (ed. by R.W. Johnson, CRC Press) Ch. 2.
- J. S. Calero (2008).  The Genesis of Fluid Mechanics, 1640–1780 (Springer).   978-1-4020-6414-2
- O. Darrigol  (2005).  Worlds of Flow: A History of Hydrodynamics from the Bernoullis to Prandtl (Oxford University Press).   0-19-856843-6
- P. A. Davidson, Y. Kaneda, K. Moffatt, and K. R. Sreenivasan (eds, 2011).  A Voyage Through Turbulence (Cambridge University Press).   978-0-521-19868-4
- M. Eckert (2006).  The Dawn of Fluid Dynamics: A Discipline Between Science and Technology (Wiley-VCH).   978-3-527-40513-8
- G. Garbrecht (ed., 1987).  Hydraulics and Hydraulic Research: A Historical Review (A.A. Balkema).   90-6191-621-6
- M. J. Lighthill (1995).  Fluid mechanics, in Twentieth Century Physics ed. by L.M. Brown, A. Pais, and B. Pippard (IOP/AIP), Vol. 2, pp. 795–912.
- H. Rouse and S. Ince (1957).  History of Hydraulics (Iowa Institute of Hydraulic Research, State University of Iowa).
- G. A. Tokaty (1994).  A History and Philosophy of Fluid Mechanics (Dover).   0-486-68103-3
- Falkovich, Gregory (2011), Fluid Mechanics (A short course for physicists), Cambridge University Press, ISBN 978-1-107-00575-4, doi:10.1017/CBO9780511794353
- Kundu, Pijush K.; Cohen, Ira M. (2008), Fluid Mechanics (4th revised изд.), Academic Press, ISBN 978-0-12-373735-9
- Currie, I. G. (1974), Fundamental Mechanics of Fluids, McGraw-Hill, Inc., ISBN 0-07-015000-1
- Massey, B.; Ward-Smith, J. (2005), Mechanics of Fluids (8th изд.), Taylor & Francis, ISBN 978-0-415-36206-1
- Nazarenko, Sergey (2014), Fluid Dynamics via Examples and Solutions, CRC Press (Taylor & Francis group), ISBN 978-1-43-988882-7
- Batchelor, George K. (1967). An Introduction to Fluid Dynamics. Cambridge University Press. стр. 74. ISBN 0-521-66396-2.
- Acheson, D. J. (1990). Elementary Fluid Dynamics. Clarendon Press. ISBN 0-19-859679-0.
- Chanson, H. (2009). Applied Hydrodynamics: An Introduction to Ideal and Real Fluid Flows. CRC Press, Taylor & Francis Group, Leiden, The Netherlands, 478 pages. ISBN 978-0-415-49271-3.
- Clancy, L. J. (1975). Aerodynamics. London: Pitman Publishing Limited. ISBN 0-273-01120-0.
- Lamb, Horace (1994). Hydrodynamics (6th изд.). Cambridge University Press. ISBN 0-521-45868-4. Originally published in 1879, the 6th extended edition appeared first in 1932.
- Milne-Thompson, L. M. (1968). Theoretical Hydrodynamics (5th изд.). Macmillan. Originally published in 1938.
- Shinbrot, M. (1973). Lectures on Fluid Mechanics. Gordon and Breach. ISBN 0-677-01710-3.
- Encyclopedia: Fluid dynamics Scholarpedia

## Spoljašnje veze
- Free Fluid Mechanics books
- Annual Review of Fluid Mechanics Архивирано на веб-сајту  (19. јануар 2009)
- CFDWiki – the Computational Fluid Dynamics reference wiki.
- Educational Particle Image Velocimetry – resources and demonstrations Архивирано на веб-сајту  (3. август 2017)